# Moskorze
Moskorze [mɔsˈkɔʐɛ] (tiếng Đức: Lenz Ilsenhof) Là một khu định cư ở quận hành chính của Gmina Stara Dąbrowa, trong Stargardzki, Zachodniopomorskie, ở tây bắc Ba Lan. Nó nằm khoảng 3 kilômét (2 mi)   phía tây Stara Dąbrowa, 12 km (7 mi) về phía đông bắc của Stargard và 35 km (22 mi) về phía đông của thủ đô khu vực Szczecin.
Trước năm 1945, khu vực này là một phần của Đức. Sau Thế chiến II, người dân bản địa Đức bị trục xuất và thay thế bằng người Ba Lan. Đối với lịch sử của khu vực, xem Lịch sử của Pomerania.